# لوفينورون
لوفينورون هو مركب ينتمي إلى عائلة بنزويلات اليوريا. تنتمي المادة الفعالة لوفينورون للمنتج الطبي البيطري إلى مجموعة مثبطات نمو الحشرات ، يمنع تكوين الكيتين ويستخدم لتدمير يرقات الحشرات وبعض الفطريات.
يُباع لوفينورون أيضًا كمبيد للآفات الزراعية لاستخدامه ضد قشريات الأجنحة ، وعث الإريوفيد ، وزهرة تريبس الغربية. إنه مضاد فعال للفطريات في النباتات.
في الطب البيطري ، يستخدم بشكل أساسي ضد البراغيث في الكلاب والقطط ، وبالاقتران مع الجزيئات الأخرى ، كمضاد للطفيليات واسع الطيف. كما ثبت أنه فعال ضد الفطريات الجلدية. إنه على شكل مادة صلبة متبلورة عديمة اللون محبة للدهون للغاية مع مركز كيرالي، ولكن المزيج الراسيمي هو الذي يستخدم في التركيبات التجارية.

## موانع الاستعمال
يتسبب سواغ البولي فينيل بيروليدون (بوفيدون) من برنامج الأدوية (نوفارتيس) في إفراز الكلاب للهستامين القوي الذي يمكن أن يؤدي إلى تفاعل شديد.

## روابط خارجية
- لوفينورون في قاعدة بيانات خصائص المبيدات (PPDB)